# Vlada narodnog spasa
Vlada narodnog spasa bila je središnji organ marionetske vlasti koje su njemačke okupacijske vlasti u Drugome svjetskom ratu postavile u okupiranoj Srbiji. Stvorena je 29. kolovoza 1941. godine i zamijenila je prijašnju namjesničku upravu u Srbiji poznatu kao Komesarska vlada Milana Aćimovića. Rasformirana je 4. listopada 1944. godine.
Vlada je tijekom okupacija de facto bila podređena njemačkoj vojnoj administraciji poznatoj kao Vojna uprava u Srbiji (nje. Militärverwaltung in Serbien). Vojna uprava Trećeg Reicha stvorena je 1941. godine, nakon invazije na Kraljevinu Jugoslaviju. Pored vlade narodnog spasa, na području okupirane Srbije djelovale su i druge domaće kolaboracionističke snage, kao što su ZBOR i Srpski dobrovoljački korpus Dimitrija Ljotića, četnici Koste Pećanca i legalizirani četnici Draže Mihailovića.
Prema kraju rata zbog sve veće opasnosti od ulaska sovjetskih i partizanskih snaga u Srbiju, Milan Nedić je sazvao izvanrednu sjednicu Vlade, u ponoć 4. listopada 1944. Na sednici je odlučeno raspustiti Vladu te da se radi novih akcija prebaci u Austriju, u grad Kitzbühel gdje će nastaviti svoje djelovanje. Milan Nedić se zahvalio svima i tako zaključio posljednju sjednicu Vlade narodnog spasa. Nedić je sutra se zaputio automobilom ka Austriji. Ostali ministri su sklanjali izvješća i arhive. Dimitrije Ljotić je zadnji napustio Beograd.